# Nastri d'argento 2012
Els Nastri d'argento 2012 foren la 67a edició de l'entrega dels premis Nastro d'Argento (Cinta de plata) que va tenir lloc el 30 de juny de 2012 al teatre grecoromà de Taormina. a la inauguració del Taormina Film Fest. Fou presentada per Stefania Rocca. Les candidatures foren fetes públiques el 4 de juny de 2012 a Villa Medici, seu de l'Académie de France a Roma. El major número de candidatures (nou) les tenien Magnifica presenza de Ferzan Özpetek i Romanzo di una strage de Marco Tullio Giordana.

## Guanyadors

### Millor director
- Paolo Sorrentino - This Must Be the Place
- Emanuele Crialese - Terraferma
- Marco Tullio Giordana - Romanzo di una strage
- Ferzan Özpetek - Magnifica presenza
- Daniele Vicari - Diaz - Don't Clean Up This Blood

### Millor director novell
- Francesco Bruni - Scialla! (Stai sereno)
- Gianluca i Massimiliano De Serio - Sette opere di misericordia
- Guido Lombardi - Là-bas - Educazione criminale
- Andrea Segre - Io sono Li
- Stefano Sollima - ACAB - All Cops Are Bastards

### Millor pel·lícula de comèdia
- Posti in piedi in paradiso, dirigida per Carlo Verdone
- Ciliegine, dirigida per Laura Morante
- Immaturi - Il viaggio, dirigida per Paolo Genovese
- I più grandi di tutti, dirigida per Carlo Virzì
- La kryptonite nella borsa, dirigida per Ivan Cotroneo

### Millor productor
- Domenico Procacci - Diaz - Don't Clean Up This Blood
- Riccardo Tozzi, Giovanni Stabilini i Marco Chimenz amb Rai Cinema - Romanzo di una strage
- Elda Ferri i Milena Canonero - Someday This Pain Will Be Useful to You
- Nicola Giuliano, Andrea Occhipinti i Francesca Cima amb Medusa Film - This Must Be the Place
- Dario Formisano, Gaetano Di Vaio i Gianluca Curti - Là-bas - Educazione criminale

### Millor argument
- Ferzan Özpetek e Federica Pontremoli - Magnifica presenza
- Giuliano Montaldo e Vera Pescarolo - L'industriale
- Renzo Lulli - I primi della lista
- Andrea Segre - Io sono Li
- Raffaele Verzillo e Pierfrancesco Corona - 100 metri dal paradiso

### Millor guió
- Marco Tullio Giordana, Sandro Petraglia i Stefano Rulli - Romanzo di una strage
- Carlo Verdone, Pasquale Plastino i Maruska Albertazzi - Posti in piedi in paradiso
- Daniele Vicari i Laura Paolucci - Diaz - Don't Clean Up This Blood
- Paolo Sorrentino i Umberto Contarello - This Must Be the Place
- Francesco Bruni - Scialla! (Stai sereno)

### Millor actor protagonista
- Pierfrancesco Favino - ACAB - All Cops Are Bastards i Romanzo di una strage
- Fabrizio Bentivoglio - Scialla! (Stai sereno)
- Elio Germano - Magnifica presenza
- Roberto Herlitzka - Sette opere di misericordia
- Vinicio Marchioni - Cavalli i Sulla strada di casa

### Millor actriu protagonista
- Micaela Ramazzotti - Posti in piedi in paradiso i Il cuore grande delle ragazze
- Carolina Crescentini - L'industriale
- Donatella Finocchiaro - Terraferma
- Claudia Gerini - Il mio domani i Com'è bello far l'amore
- Valeria Golino - La kryptonite nella borsa

### Millor actriu no protagonista
- Michela Cescon - Romanzo di una strage
- Barbora Bobuľová - Scialla! (Stai sereno)
- Alessandra Mastronardi - A Roma amb amor
- Paola Minaccioni - Magnifica presenza
- Elisa Di Eusanio - Good As You - Tutti i colori dell'amore

### Millor actor no protagonista
- Marco Giallini - Posti in piedi in paradiso i ACAB - All Cops Are Bastards
- Giuseppe Fiorello - Terraferma i Magnifica presenza
- Fabrizio Gifuni - Romanzo di una strage
- Michele Riondino - Gli sfiorati
- Riccardo Scamarcio - A Roma amb amor

### Millor fotografia
- Luca Bigazzi - This Must Be the Place
- Maurizio Calvesi - Magnifica presenza
- Paolo Carnera - ACAB - All Cops Are Bastards
- Arnaldo Catinari - L'industriale
- Fabio Cianchetti - Terraferma

### Millor vestuari
- Alessandro Lai - Magnifica presenza
- Catia Dottori - Il cuore grande delle ragazze
- Paola Marchesin - La scomparsa di Patò
- Rossano Marchi - La kryptonite nella borsa
- Valentina Taviani - L'ultimo terrestre

### Millor escenografia
- Stefania Cella - This Must Be the Place
- Giancarlo Basili - Romanzo di una strage
- Francesco Frigeri - L'industriale
- Carmine Guarino - Mozzarella Stories
- Marta Maffucci - Diaz - Don't Clean Up This Blood

### Millor muntatge
- Benni Atria - Diaz - Don't Clean Up This Blood
- Francesca Calvelli - Romanzo di una strage
- Patrizio Marone - ACAB - All Cops Are Bastards
- Walter Fasano - Magnifica presenza
- Carlo Simeoni - Le Premier Homme

### Millor so en directe
- Remo Ugolinelli i Alessandro Palmerini - Diaz - Don't Clean Up This Blood
- Fulgenzio Ceccon - Romanzo di una strage
- Mirko Guerra i Sonia Portoghese - Sette opere di misericordia
- Alessandro Zanon - Io sono Li
- Davide Mastropaolo i Leandro Sorrentino - Là-bas - Educazione criminale

### Millor banda sonora
- Franco Piersanti - Terraferma i Le Premier Homme
- Pasquale Catalano - Magnifica presenza
- Ludovico Einaudi - Intocable (Intouchables)
- Teho Teardo - Diaz - Don't Clean Up This Blood
- Carlo Virzì - I più grandi di tutti

### Millor cançó
- Love Is Requited d'Andrea Guerra i Michele von Buren, interpretada per Elisa - Someday This Pain Will Be Useful to You
- Il viaggio de Daniele Silvestri, interpretada per Daniele Silvestri - Immaturi - Il viaggio
- Therese de Angelica Caronia, Gaetano Curreri i Andrea Fornili, interpretada per Angelica Ponti - Posti in piedi in paradiso
- Scialla! d'Amir Issaa & Caesar Productions - Scialla! (Stai sereno)
- Something is Changing de Malika Ayane i Paolo Buonvino, interpretada per Malika Ayane - Il giorno in più

### Millor pel·lícula europea
- The Artist, dirigida per Michel Hazanavicius
- Carnage, dirigida per Roman Polański
- Faust, dirigida per Aleksandr Sokurov
- Melancolia, dirigida per Lars von Trier
- Shame, dirigida per Steve McQueen

### Millor pel·lícula extraeuropea
- Drive, dirigida per Nicolas Winding Refn
- Hugo Cabret, dirigida per Martin Scorsese
- Midnight in Paris, dirigida per Woody Allen
- The Tree of Life, dirigida per Terrence Malick
- Nader i Simin, una separació (Jodái-e Náder az Simin), dirigida per Asghar Farhadi

### Nastro de l'any
(reconeixement especial assignat a la pel·lícula que representa en el seu caràcter excepcional el "cas" artístic i productiu de l'any)
- Cesare deve morire, dirigida per Paolo i Vittorio Taviani

### Nastro d'Argento europeu
- Matteo Garrone

### Nastro d'oro
- Dante Ferretti i Francesca Lo Schiavo - Hugo

### Nastro d'Argento especialper la comèdia
- Carlo i Enrico Vanzina

### Millor documental
- Tahrir Liberation Square de Stefano Savona
- 148 Stefano mostri dell inerzia de Maurizio Cartolano
- Black block de Carlo A. Bachschmidt
- Mare Chiuso d'Andrea Segre e Stefano Liberti
- 11 metri de Francesco Del Grosso

### Millor documental sobre cinema
- In arte Lilia Silvi de Mimmo Verdesca
- Voi siete qui de Francesco Matera
- Il silenzio di Pelesjan de Pietro Marcello
- La passione di Laura de Paolo Petrucci
- L importanza di essere scomodo: Gualtiero Jacopetti de Andrea Bettinetti

### Premio Lancia
- Giuseppe Fiorello («per l'elegància i l'estil innovador en la qualitat»)[6]

### Premi Persol
(al personatge de l'any)
- Pierfrancesco Favino

### Premi Fondazione Thun
(a la pel·lícula italiana que més ha valorat un tema social)
- Posti in piedi in paradiso, dirigida per Carlo Verdone

### PremiGuglielmo Biraghi
- Andrea Osvárt - Maternity Blues
- Andrea Bosca - Gli sfiorati
  - Menzione speciale: Filippo Pucillo i Filippo Scicchitano

### Premi especial
- Repartiment de Cesare deve morire[7]